# Outback (groupe)
Pour les articles homonymes, voir Outback (homonymie).
Outback est un groupe britannique de musiques du monde, originaire d'Oxford, en Angleterre. actif entre 1998 et 1992. Il est formé par le multi-instrumentiste américain Graham Wiggins et par le guitariste britannique Martin Cradick. Le duo devint reconnu pour sa fusion entre le son de l'instrument traditionnel des Aborigènes d'Australie, le didjeridoo, joué par Wiggins, et la guitare acoustique jouée par Cradick.
Le percussionniste sénégalais Sagar N'Gom, le batteur Ian Campbell et le violoniste français Paddy le Mercier s'ajoutent au groupe avant sa dissolution en 1992.

## Histoire
Cradick et Wiggins se rencontrent par hasard à Oxford en 1988. Ils forment un duo et performèrent à travers la Grande-Bretagne, rencontrant un certain succès. Les ventes de leur première cassette, Didgeridoo and Guitar permettent le financement de leur premier album, Baka, nommé d'après une tribu pygmée du Cameroun et sorti chez Hannibal Records en 1990.
Le succès international que leur procura la sortie de cet album leur permet d'ajouter Sagar N'Gom et Ian Campbell dans leurs rangs. Le groupe ne survivra toutefois que pour la sortie d'un dernier album, Dance the Devil Away, dans lequel le violoniste Paddy le Mercier fait une apparition.
En 1992, le groupe se sépare. Martin Cradick créera avec sa femme Su Hart le groupe Baka Beyond, qui attirera éventuellement Sagar N'Gom et Paddy Le Mercier. Graham Wiggins fonde de son côté Dr. Didg, avec la participation d'Ian Campbell et du guitariste Mark Revell.

## Membres
- Martin Cradick - guitare, mandoline, darbouka, bendir, luth, jengu, shaker
- Graham Wiggins - didjeridoo, mélodica
- Sagar N'Gom - djembé, mbala, tama
- Ian Campbell - batterie
- Paddy Le Mercier - violon

## Discographie
- 1988 : Didgeridoo and Guitar
- 1990 : Baka
- 1991 : Dance the Devil Away